# 아부베케르 나시르
아부베케르 나시르 아흐메드(암하라어: አቡበከር ናስር አህመድ, 2000년 2월 23일 ~ )는 에티오피아의 축구 선수로, 현재 프리미어 사커 리그와 에티오피아 축구 국가대표팀에서 공격수로 활약하고 있다.

## 구단 경력
나시르는 2016년 그의 첫 번째 클럽인 하라르 시티를 떠나 영원한 강자 에티오피안 커피에 합류했다. 나시르는 처음에 클럽의 B팀에서 뛰다가 빠르게 시니어 팀으로 진출했다. 2020년에 나시르는 에티오피안 커피와 2025년까지 그 클럽에 머물 수 있는 연장 계약에 서명했다.
2021년 DStv 프리미어십의 카이저 치프스와 마멜로디 선다운스는 에티오피아의 원더키드 아부베케르 나시르를 향한 추격을 강화한 것으로 알려졌다. 더욱이 알제리와 이집트의 클럽들도 그를 주시하고 있기 때문에 치프스와 선다운스 모두 나시르에 관심이 있는 유일한 팀이 아니다. 《킥오프》에 따르면 에티오피안 커피는 이미 탄자니아 클럽 아잠으로부터 공격수에 대한 구체적인 제안을 제시받은 후 제안을 거절했다. 이 매체는 나시르가 조지아와 스페인 축구의 하부 리그에서도 제안을 받고 있다고 보도한다.

## 국가대표팀 경력
그는 카메룬에서 열리는 2021년 아프리카 네이션스컵에 출전했다.